# Presbiterianismo
El presbiterianismo (del griego πρεσβύτερος [presbýteros], literalmente ‘más anciano’) es una parte de la tradición reformada dentro del protestantismo que remonta sus orígenes en Gran Bretaña, particularmente en Escocia. Las iglesias presbiterianas derivan su nombre de la forma presbiteriana de gobierno de la iglesia, que se rige por asambleas representativas de elders. Un gran número de iglesias reformadas se organizan de esta manera, pero la palabra Presbiteriano, cuando se escribe con mayúscula, a menudo se aplica únicamente a las iglesias que tienen sus raíces en la Iglesia de Escocia, así como a varios grupos disidentes ingleses que se formaron durante la guerra civil inglesa.
La teología presbiteriana generalmente enfatiza la soberanía de Dios, la autoridad de las Escrituras y la necesidad de la gracia mediante la fe en Cristo. El gobierno de la iglesia presbiteriana fue asegurado en Escocia por los Actos de la Unión en 1707 que crearon el Reino de Gran Bretaña. De hecho, la mayoría de los presbiterianos en Inglaterra pueden rastrear una conexión escocesa, y la confesión presbiteriana fue llevada a América del Norte principalmente por inmigrantes escoceses e irlandeses.
Las confesiones presbiterianas en Escocia confirman la teología reformada de Juan Calvino y sus sucesores inmediatos, aunque hay una variedad de puntos de vista teológicos dentro del presbiterianismo contemporáneo. Las congregaciones locales de iglesias que utilizan la política presbiteriana se rigen por sesiones formadas por representantes de la congregación (ancianos); un enfoque conciliar que se encuentra en otros niveles de toma de decisiones (presbiterio, sínodo y asamblea general). Las raíces del presbiterianismo se encuentran en la Reforma Protestante del siglo XVI; El ejemplo de la República de Ginebra de Juan Calvino es particularmente influyente. La mayoría de las iglesias reformadas que remontan su historia a Escocia son presbiterianas o congregacionales en el gobierno. En el siglo XX, algunos presbiterianos desempeñaron un papel importante en el movimiento ecuménico, incluido el Consejo Mundial de Iglesias. Muchas denominaciones presbiterianas han encontrado formas de trabajar junto con otras denominaciones reformadas y cristianos de otras tradiciones, especialmente en la Comunión Mundial de Iglesias Reformadas. Algunas iglesias presbiterianas han entrado en uniones con otras iglesias, como congregacionales, luteranos, anglicanos y metodistas. Los presbiterianos en los Estados Unidos provenían principalmente de inmigrantes escoceses e irlandeses, y también de las comunidades puritanas (ingleses) de Nueva Inglaterra que originalmente habían sido congregacionales pero que cambiaron debido a un Plan de Unión acordado de 1801 para áreas fronterizas. Junto con los episcopales, los presbiterianos tienden a ser considerablemente más ricos y mejor educados (con más graduados y posgraduados per cápita) que la mayoría de los otros grupos religiosos en Estados Unidos, y están desproporcionadamente representados en los alcances superiores de los estadounidenses. Empresa, derecho y política.

## Historia del presbiterianismo
El origen del presbiterianismo se remonta al principio de la Reforma protestante del siglo XVI, más precisamente en Suiza y Escocia, lideradas por personajes como John Knox, Juan Calvino, Ulrico Zuinglio y Heinrich Bullinger.
Estas congregaciones derivan su nombre de la palabra griega presbyteros, que significa literalmente "anciano". La Iglesia es administrada a través de "presbíteros", elegidos democráticamente por las comunidades de cristianos locales, gobernadas por un "consistorio" o "consejo" de presbíteros. Estos delegados también integran los concilios de la Iglesia, que son los Presbiterios, Sínodos y la Asamblea General, también llamada Concilio Nacional o Supremo Concilio. Los presbíteros pueden ser regentes (que gobiernan) y docentes (que enseñan, es decir, los pastores).
El gobierno presbiteriano es común a las Iglesias protestantes que siguieron más de cerca el modelo de la Reforma protestante de Suiza. En Inglaterra, Escocia e Irlanda, las Iglesias reformadas que adoptaron un gobierno presbiteriano en vez del episcopal pasaron a ser conocidas, como es natural, como la Iglesia presbiteriana.
En los siguientes siglos el presbiterianismo se extendió a Estados Unidos y desde allí (y desde el Reino Unido) se enviaron misioneros a otras partes del mundo estableciendo iglesias presbiterianas. Las zonas del mundo donde hay una mayor presencia presbiteriana, además de Estados Unidos y Reino Unido, son Corea del Sur, Latinoamérica (principalmente México y Brasil) y África subsahariana (principalmente Kenia).

## Teología

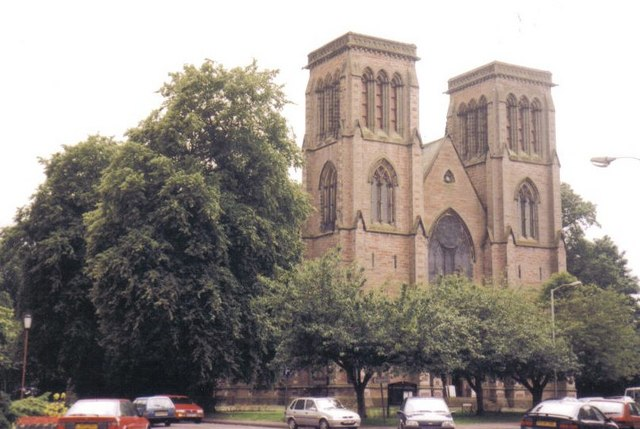
Catedral presbiteriana de St. Andrew en Inverness, Escocia.

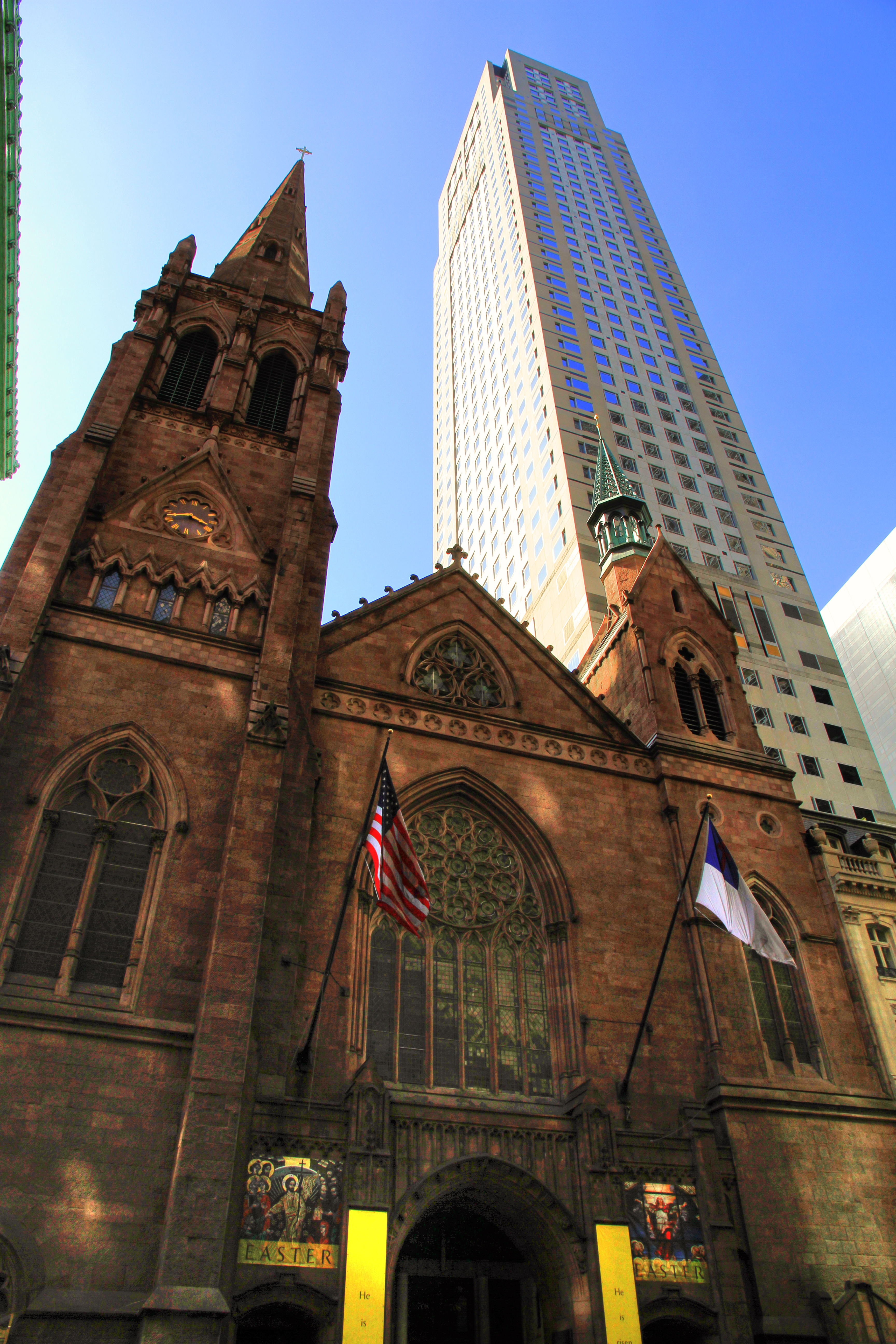
Iglesia presbiteriana en la Quinta Avenida de Nueva York

En cuanto a la teología, las iglesias presbiterianas se basan en las enseñanzas de la Biblia y tienen a Calvino como uno de los comentaristas bíblicos más importantes, destacándose su publicación La Institución de la Religión Cristiana. Como el resto de los protestantes, los presbiterianos creen que la salvación es solo por fe, no por obras, y que no se debe establecer como doctrina ninguna enseñanza que no esté recogida, de forma explícita o implícita, en las páginas de la Biblia. Rechazan la veneración de las imágenes, las oraciones por los difuntos, la intercesión de los santos difuntos, así como la autoridad de la tradición eclesiástica y la autoridad del Papado, si bien algunas denominaciones presbiterianas de algunos países mantienen una relación ecuménica cordial con la Iglesia católica.
De entre sus preceptos se subrayan la soberanía de Dios, la elección divina, la importancia central de la Biblia y dos sacramentos (Bautismo y Santa Cena o Eucaristía), el concepto del pacto, la validez permanente de la ley moral y la perfecta conciliación de la piedad y el cultivo intelectual. Su fe es recogida en las notables formulaciones confesionales (confesiones de fe y catecismos), elaboradas por los reformadores de los siglos XVI y XVII. De éstas, destaca la Confesión de Fe de Westminster, elaborada por la Asamblea de Westminster reunida en Londres en la década de 1640. Dicho conjunto de convicciones presbiterianas se denomina Teología reformada o calvinista. Las iglesias presbiterianas también suelen aceptar tanto el Credo de los Apóstoles como el Credo Niceno.

## Doctrina

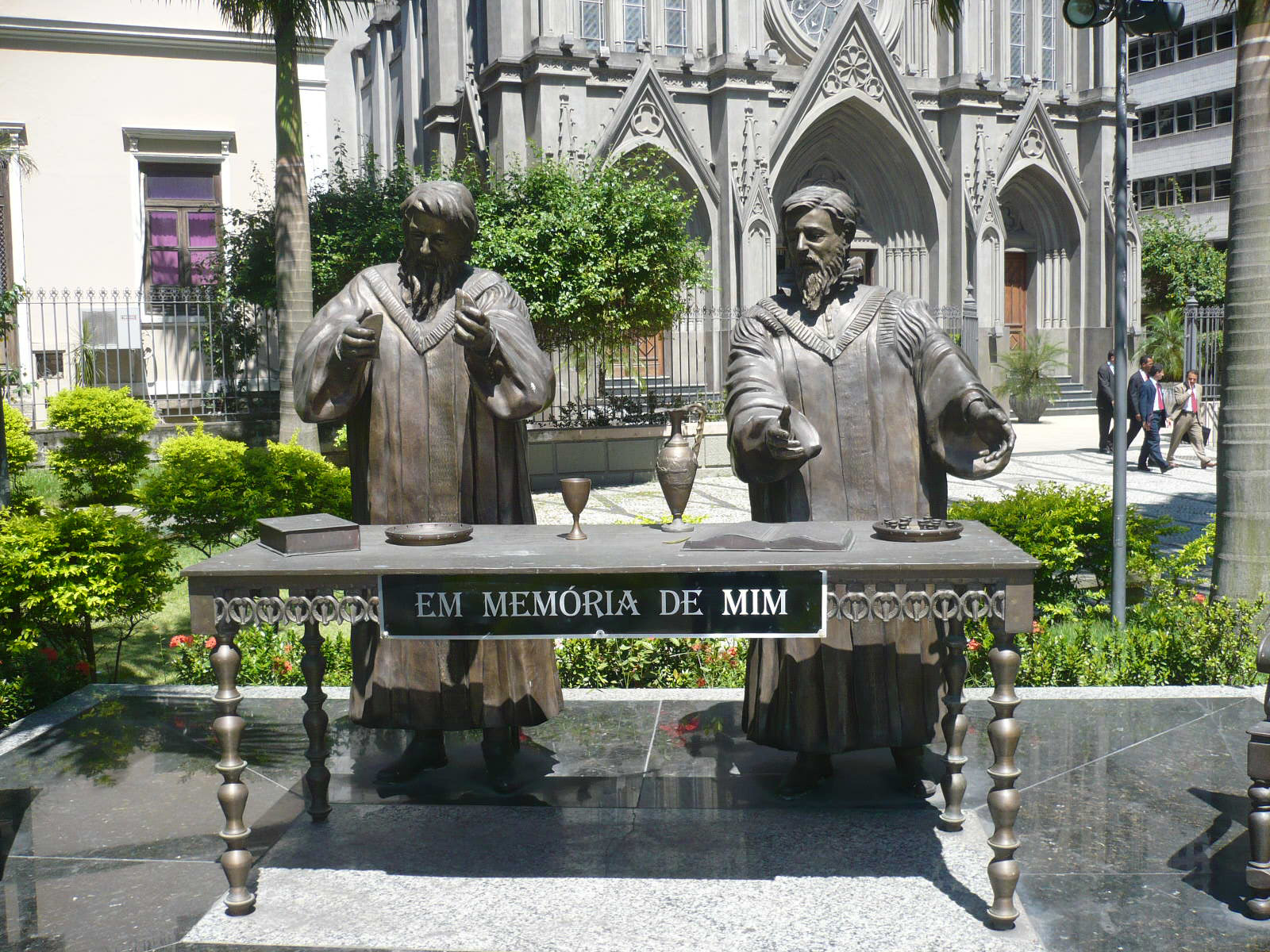
Escultura delante de la iglesia presbiteriana de Río de Janeiro representando la primera santa cena protestante en Brasil.

Una característica importante de la Iglesia presbiteriana es su doctrina. Como se menciona previamente, las enseñanzas de esta organización religiosa se basan en la Biblia y tienen a Calvino y otros como principales comentaristas. Una asamblea instituida en Westminster, en el año de 1643 aceptó la doctrina calvinista y la plasmaron en lo que es "El Catecismo Mayor" y la "Confesión de Fe". La Doctrina se basa fundamentalmente en la inspiración de la Escritura, la divinidad de Jesucristo, la expiación, la regeneración, el arrepentimiento, la justificación por la sola fe, la santificación, la adopción, la resurrección de Jesucristo, su ministerio de intercesión y su segunda venida.
La Doctrina Presbiteriana se ocupa en poner especial atención a la exaltación de Dios, su soberanía y la así llamada doble predestinación (un plan de Dios mediante el cual escogió a sus hijos desde antes de la fundación del mundo). Esta última doctrina se enseña en muchas iglesias presbiterianas de forma más moderada y matizada de lo que aparece en la obra de Calvino. Otros documentos históricos que recogen enseñanzas de las Iglesias reformadas son el Catecismo de Heidelberg (1563) y la Segunda Confesión Helvética (1566). En la actualidad, también merece destacarse la Confesión de la Iglesia presbiteriana de Estados Unidos, que fue aprobada en 1967. La Iglesia presbiteriana acepta solamente dos sacramentos instituidos por Jesucristo: el Bautismo y la Santa Cena.
Los presbiterianos creen que el bautismo es un sacramento instituido por Jesucristo con el cual la persona ingresa en la Iglesia y es una señal del sello del Pacto de la gracia y de su nuevo nacimiento y del perdón de los pecados. El elemento externo utilizado es el agua y se bautiza a la persona en el nombre del Padre, del Hijo y del Espíritu Santo, ya que el bautismo se aplica solamente una vez en la vida. La mayoría de presbiterianos practica el bautismo por aspersión, es decir, mojando solamente la cabeza del que se bautiza, sin necesidad de sumergir a la persona, otro sector minoritario en el movimiento bautiza creyentes con la edad suficiente para hacer una profesión de fe e incluye a sus hijos al Pacto con Dios a través de una dedicación pactal. Tambien un sector acepta cualquier bautismo realizado por otra denominación cristiana protestante evangélica reformada (también se reconoce el bautismo de la Iglesia católica y de la Iglesia ortodoxa). El bautismo también se aplica a los niños. La Santa Cena o Cena del Señor es el otro sacramento y ordenanza de los presbiterianos. Es una conmemoración del sacrificio que hizo Jesucristo en la cruz del Calvario. Los elementos externos son el pan y el vino, que representan el cuerpo y la sangre de Cristo, respectivamente. Los presbiterianos, sin embargo, no creen en la doctrina católica de la transustanciación, pues creen en la presencia espiritual de Cristo en la Santa Cena.

## Principales iglesias presbiterianas

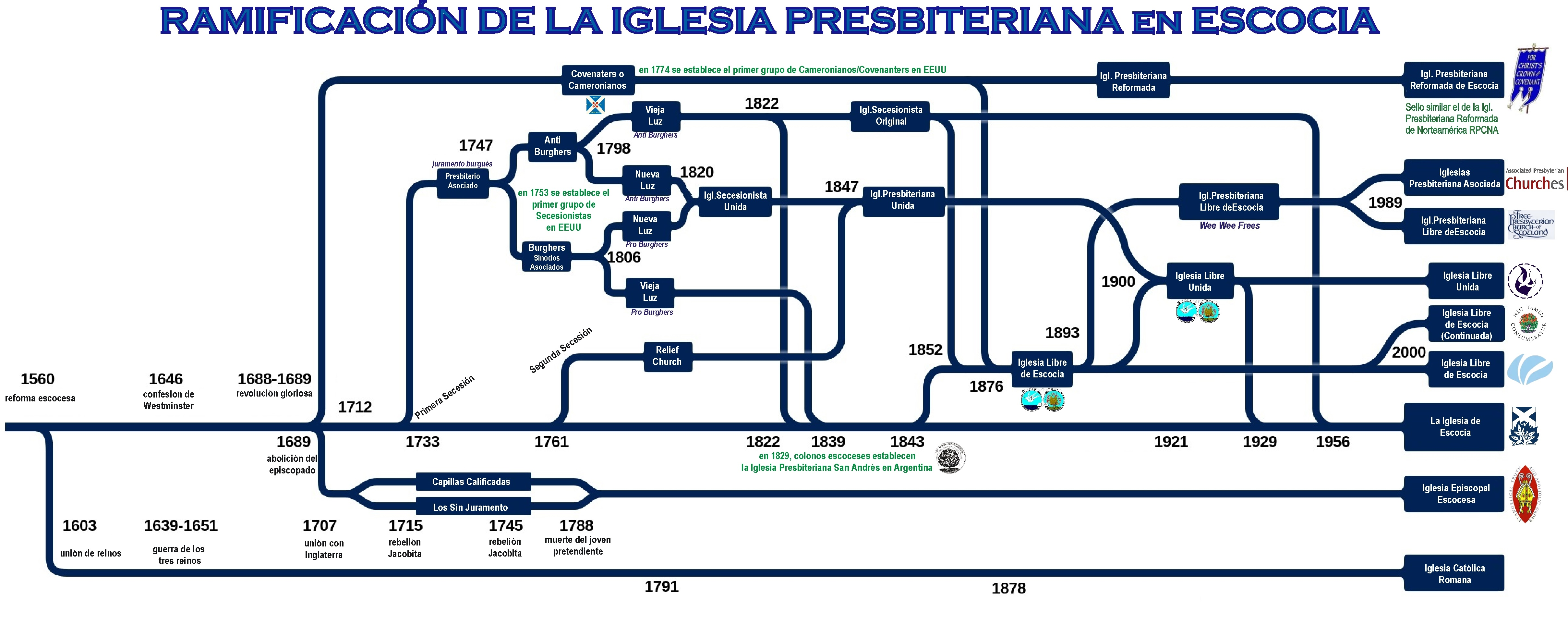
Denominaciones presbiterianas en Escocia

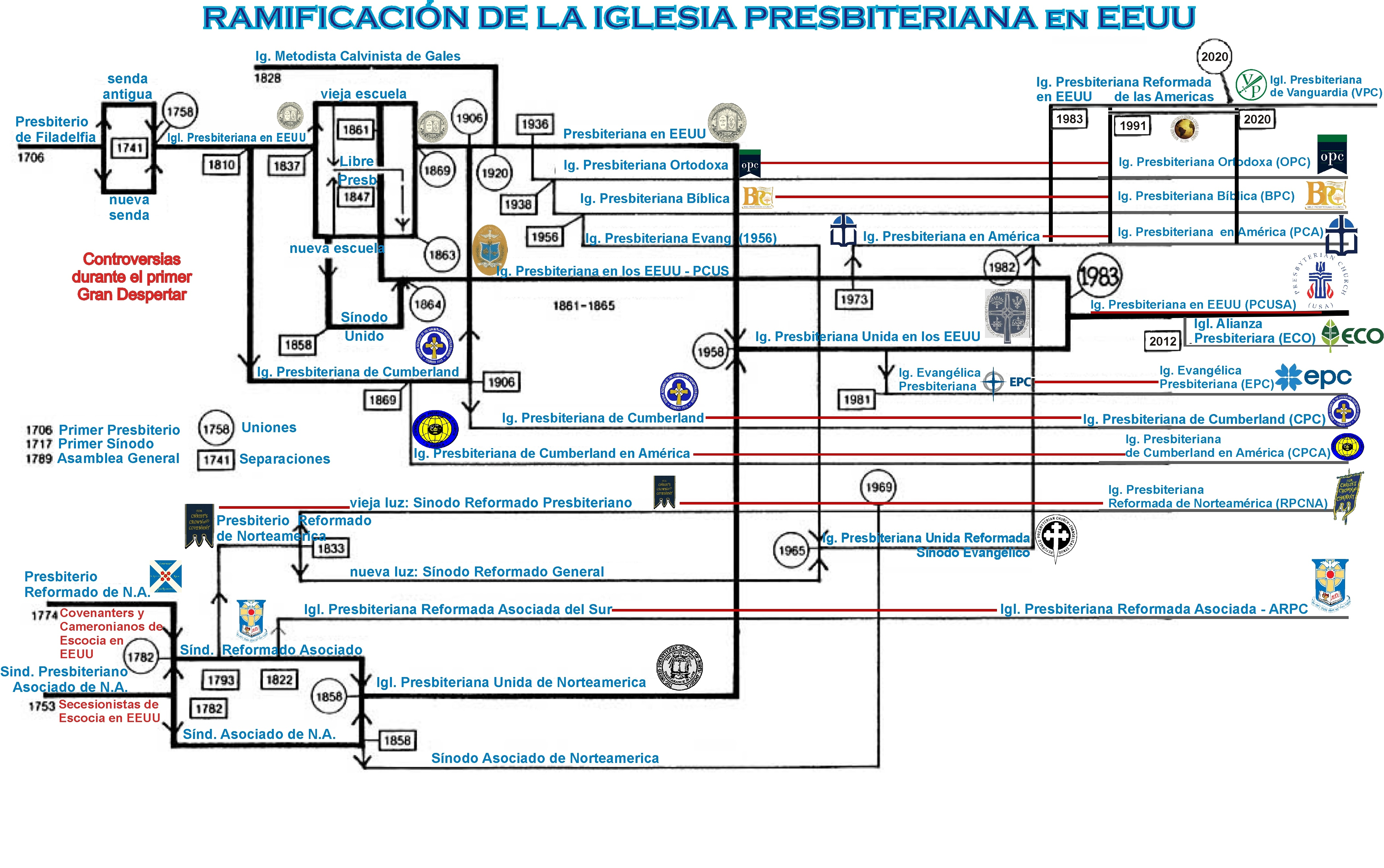
principales denominaciones presbiterianas en EEUU

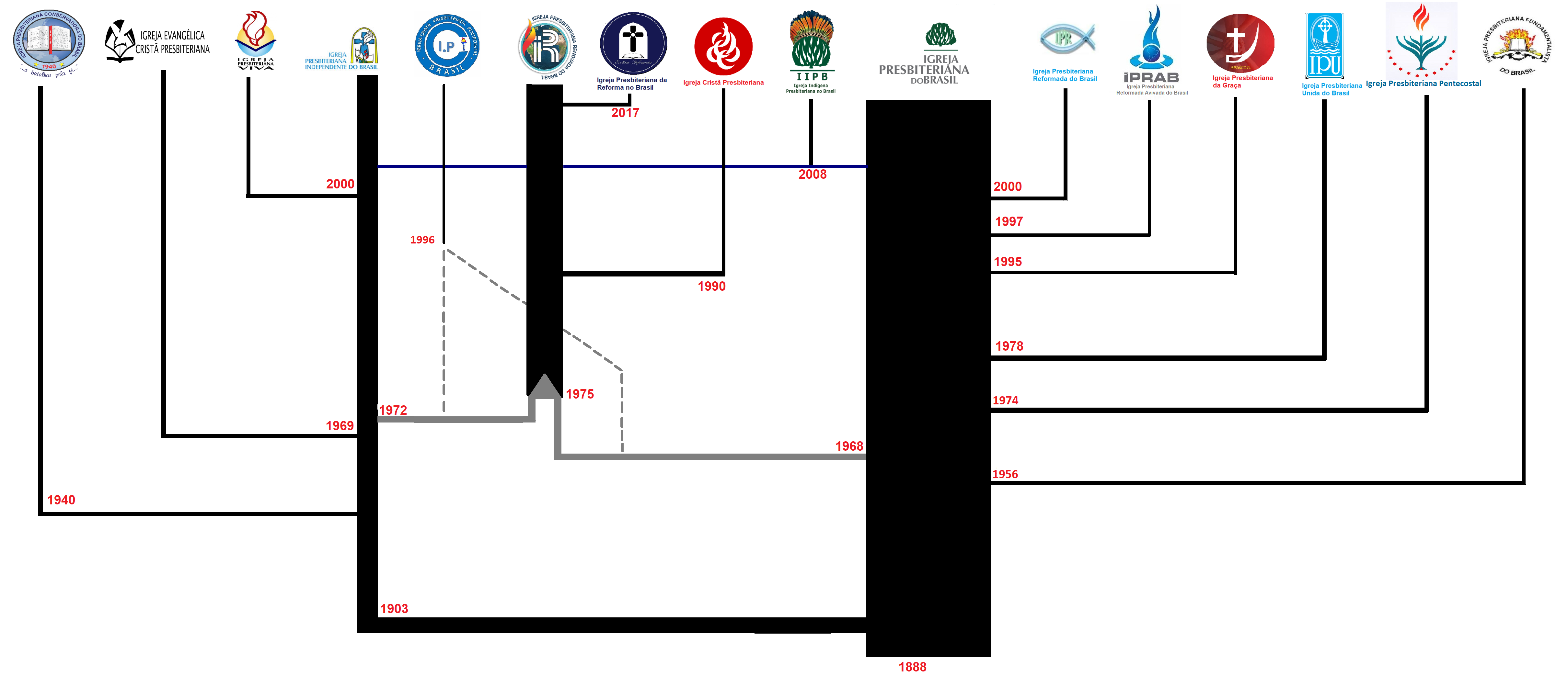
principales denominaciones presbiterianas en Brasil

La principal organización que integra a la mayoría de iglesias presbiterianas/reformadas es: Comunión Mundial de Iglesias Reformadas.

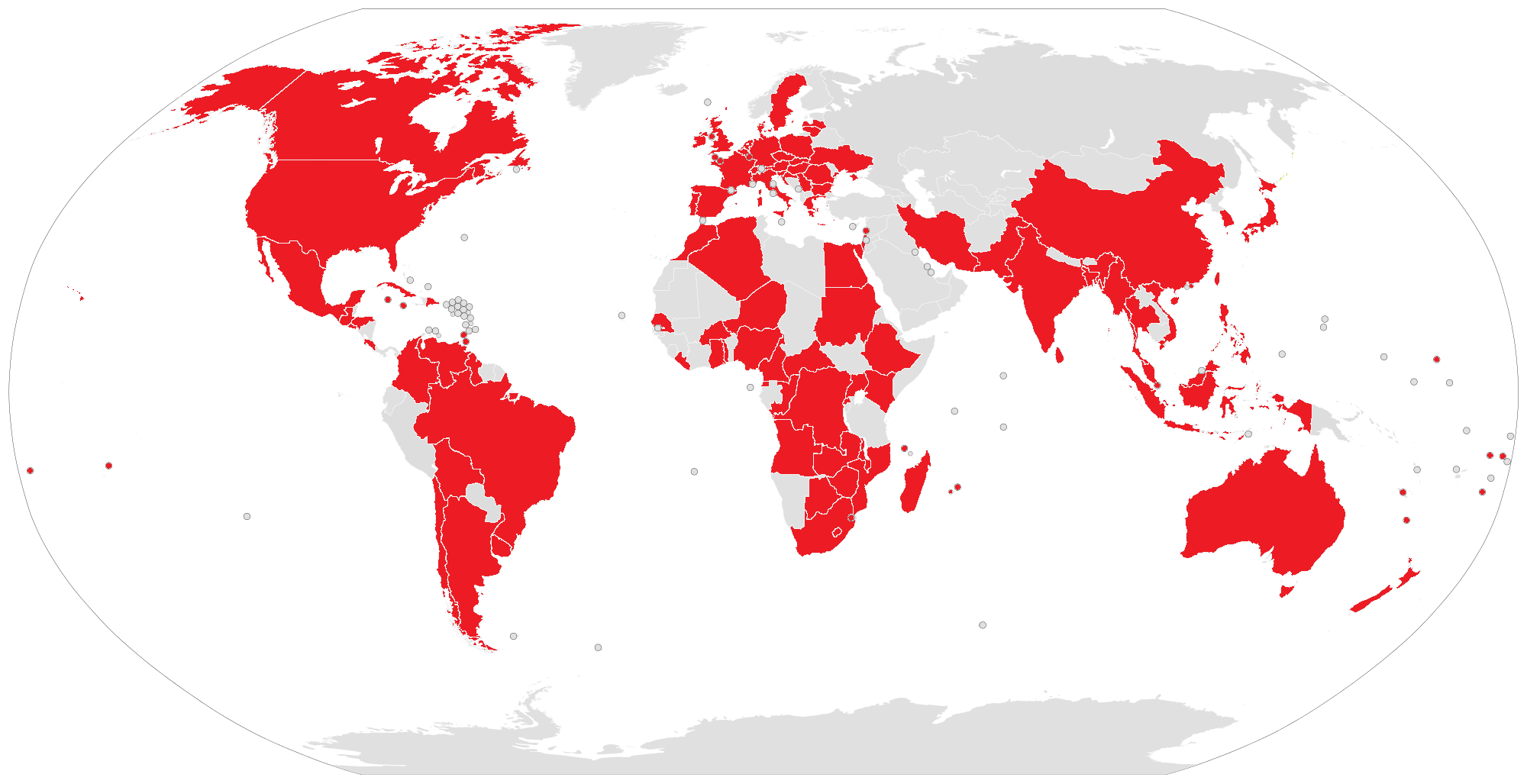
Los países en rojo tienen por lo menos una iglesia miembro de la CMIR.

Países con comunidades reformadas importantes históricamente.

Una lista actualizada de las iglesias miembro de la CMIR puede encontrarse aquí.

### Iglesias reformadas y presbiterianas
La principal organización que integra a la mayoría de iglesias presbiterianas y reformadas es la Comunión Mundial de Iglesias Reformadas.
Una lista actualizada de las iglesias miembro de la CMIR puede encontrarse aquí.
- Grupos de comunión entre iglesias:
  - Comunión Mundial de Iglesias Reformadas (230 iglesias) 
    - Este cuerpo ecuménico cristiano se conformó en junio de 2010 por la unión de la Alianza Reformada Mundial (ARM) y el Consejo Ecuménico Reformado (CER).[2]

  - Comunión Internacional de Iglesias Reformadas (25 iglesias)
  - Fraternidad Reformada Mundial (40 iglesias)
  - Comunidad Reformada Mundial - World Reformed Fellowship Comunidad Reformada Mundial (En febrero de 2016 hay 72 miembros denominacionales)
- Iglesia de la asociación Presbiteriana Reformada (Mooresville, NC, EUA)
- Iglesias Reformadas Canadienses y Americanas (Canadá)
- Iglesias Cristianas Reformadas en Países Bajos
- Iglesia Evangélica Presbiteriana en Inglaterra y Gales
- Iglesia Evangélica Española
- Iglesia Evangélica Presbiteriana (Ireland) (Belfast, Irlanda del Norte, UK)
- Iglesia Libre en India Central (Jabalpur, MP, India)
- Iglesia Libre de Escocia (Edinburgh, Scotland, UK)
- Iglesia Libre de Sudáfrica (King William's Town, Eastern Cape, South Africa)
- Iglesias Reformadas Libres de Norteamérica
- Iglesias Reformadas Libres de Sudáfrica
- Iglesia Reformada Calvinista (Kupang, Indonesia)
- Iglesia Reformada de Indonesia (Sumba, Timur, Indonesia)
- Iglesia Presbiteriana Ortodoxa (San Antonio,Texas, EUA)
- Iglesia Presbiteriana en el Este de Australia (Taree, NSW, Australia)
- Iglesia Presbiteriana en Corea (Koshin) (Seocho-ku, Seúl, Corea del Sur)
- Iglesia presbiteriana (Estados Unidos)
- Iglesia Reformada en Estados Unidos
- Iglesias Reformadas Liberadas en Países Bajos
- Iglesias Reformadas de Nueva Zelanda
- Iglesia Presbiteriana Reformada de Irlanda (Belfast, Irlanda del Norte, UK)
- Iglesia Reformada Presbiteriana de Norteamérica (Ridgefield Park, NJ, Estados Unidos)
- Sínodo de la Iglesia Reformada Presbiteriana del Noreste de la India (Churachandpur, Manipur, India)
- Iglesias Reformadas Unidas en Norteamérica
- Iglesia Presbiteriana de Australia
- Iglesia de Inglaterra en Sudáfrica
- Iglesia Evangélica Reformada de Indonesia
- Iglesia Presbiteriana de Bolivia
- Iglesia Presbiteriana Nacional de México
- Iglesia Evangélica Presbiteriana de Perú
- Iglesia Cristiana Reformada de Sudáfrica
- Iglesia Evangélica Presbiteriana (E.U.A.)
- Iglesia Presbiteriana en América
- Iglesia Presbiteriana de Brasil
- Iglesia Reformada Presbiteriana de Uganda
- Iglesia Unida Presbiteriana de Pakistán
- Iglesia Reformada Presbiteriana de la India
- Iglesia Reformada de Latinoamérica (Colombia)
- Iglesias Reformadas Unidas en Myanmar
- Iglesia Evangélica Presbiteriana de Myanmar
- Iglesia Presbiteriana de la Gracia en Nueva Zelanda
- Iglesia Presbiteriana Monte Sion (Sierra Leona)
- Iglesia Presbiteriana en India
- Iglesias Reformadas en Sudáfrica
- Iglesia Unida de Cristo (Colombia)
- Congregaciones de Herencia Reformada
- Iglesia Cristiana Ortodoxa Reformada
- Iglesia Reformada Unida
- Confederación de Iglesias Evangélicas Reformadas

### África
Iglesia Evangélica Presbiteriana de África
Iglesia Cristiana Reformada en Sudáfrica
Iglesia de Inglaterra en Sudáfrica
Egliese Protestante Reformee du Burundi
Iglesia Evangélica Presbiteriana de Costa de Marfil
Iglesia Evangélica Presbiteriana de Malawi
Iglesia Evangélica Reformada de la República Democrática del Congo
Ministerio de curación de Dios ( Lagos, Nigeria )
Ministerio Greater Grace , Kampala, Uganda
Igreja Presbteriana de Angola
Mission Voile Déchiré , Abidjan, Costa de Marfil
Iglesia Presbiteriana Mount Zion de Sierra Leona
Iglesia Presbiteriana de la República Democrática Oriental del Congo
Iglesia Presbiteriana en Uganda
Iglesia Presbiteriana de Sierra Leona
La Iglesia Protestante de Ambohimalaza-Firaisiana , Madagascar
Iglesias reformadas en Sudáfrica
Iglesia Presbiteriana Reformada en África (Uganda)
Iglesia Presbiteriana Reformada en África (Ruanda)
Iglesia Presbiteriana Reformada de Uganda
Iglesias reformadas sudanesas

### Asia
Iglesia Presbiteriana Aashish (Zona Koshi, este de Nepal)
Iglesia Bíblica Reformada de Myanmar
Iglesia Cristiana Reformada en Nepal
Iglesia Cristiana Reformada de Sri Lanka
Iglesia Evangélica Presbiteriana de Myanmar
Asamblea General de la Iglesia Presbiteriana de Filipinas
Grace Presbyterian Church de Bangladés
India Iglesia Presbiteriana Reformada
Iglesia Isa-e (Bangladés)
Presbiterio de la Región de la Capital Nacional de la Iglesia Presbiteriana de Filipinas
Iglesia de la paz de Bangladés
Iglesia Presbiteriana en India
Iglesia Presbiteriana de Bangladés
Iglesia Presbiteriana del Sur de la India
Iglesia Libre Presbiteriana de la India Central
Iglesias reformadas del sur de la India
Iglesia reformada de Nepal
Iglesias comunitarias reformadas en Myanmar
Iglesia Evangélica Reformada de Indonesia
Iglesia Evangélica Reformada de Myanmar
Iglesia Presbiteriana Reformada en Myanmar
Iglesia Presbiteriana Reformada de la India
Iglesia Smyrna House of Prayer en Bangladés
Iglesia Presbiteriana Unida de Pakistán
Iglesia Reformada Unida en Myanmar
Asociación Cristiana Reformada de Malasia ( Malasia )
Compañerismo reformado Ahmedabad (Guyarat, India Occidental )
La Iglesia Unida de la India (India)

### Europa
Iglesia de Escocia
Iglesia Libre de Continuación Escocesa
Iglesia Libre Presbiteriana de Escocia
Iglesias bautistas evangélicas reformadas en Italia
Iglesia Evangélica Reformada de Lituania
Iglesia cristiana reformada protestante en Croacia
Iglesia cristiana reformada protestante en Serbia
Iglesia Evangélica Presbiteriana de España
Iglesia Evangélica Española (IEE) es una Iglesia protestante formada por la unión de comunidades presbiterianas, congregacionalistas, metodistas, luteranas y valdense.
Igreja Evangélica Presbiteriana de Portugal
Iglesia Libre Presbiteriana de Úlster

### América del Norte

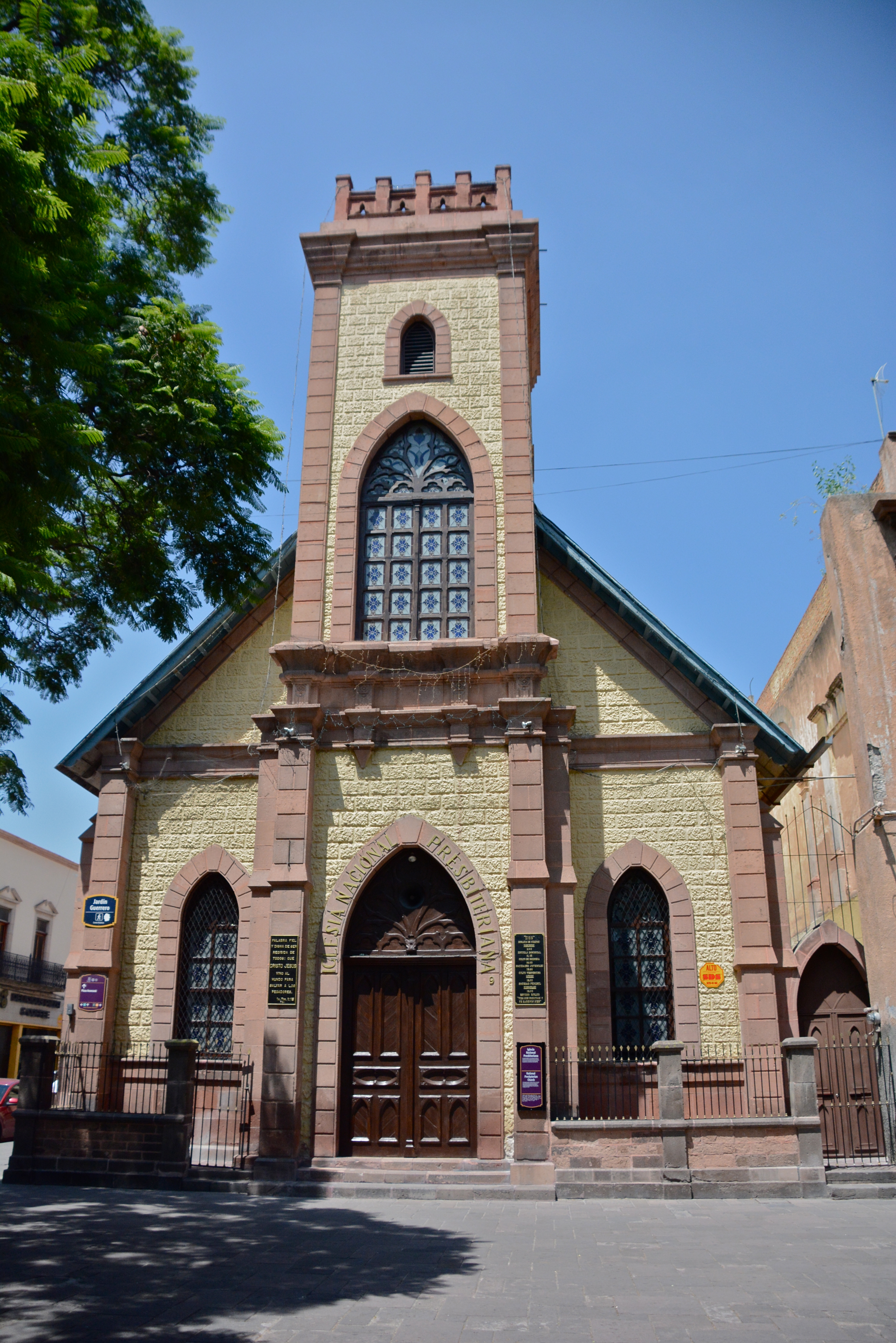
Iglesia nacional presbiteriana en Centro Historico de San Luis Potosí, México.

Iglesia Presbiteriana Reformada Asociada (EE. UU.)
Iglesia Cristiana Reformada de Norteamérica
L'Église Réformée du Québec
Iglesia Evangélica Presbiteriana (EE. UU.)
Iglesia Evangélica Reformada en América
Iglesia Internacional de Cristo para la Pacificación (Raleigh, Carolina del Norte)
Iglesia nacional presbiteriana de México
Iglesia Presbiteriana en América
Iglesias bautistas reformadas en América del Norte
Iglesias bíblicas reformadas de Trinidad y Tobago
Iglesia Cristiana Reformada de Orlando
Iglesia Cristiana Unida e Instituto Bíblico, EE. UU.
Iglesia Episcopal Unida de América del Norte
Iglesia Reformada Presbiteriana Asociada - Pensilvania
Iglesias Protestantes Reformadas de Estados Unidos

### Oceanía
Grace Presbyterian Church de Nueva Zelanda
Iglesia Presbiteriana de Australia
Iglesia Presbiteriana de Westminster (Bull Creek, Australia)
Iglesia Presbiteriana Reformada de Australia

### Centro y Sudamérica
- Iglesia Evangélica Presbiteriana del Perú

- Iglesia Nacional Presbiteriana Conservadora de México.

- Iglesia nacional presbiteriana de México

- Iglesia Presbiteriana de Bolivia

- Iglesia Presbiteriana de Brasil (IPB)

- Iglesia presbiteriana Bíblica

- Iglesia Presbiteriana de Chile (IPCH)

- Iglesia Presbiteriana de Cristo (Chile)

- Iglesia Presbiteriana de Jesucristo en el Perú

- Iglesia Presbiteriana en América Chile (IPA Chile)[4][5]

- Iglesia Presbiteriana Nacional (Chile)

- Iglesia Presbiteriana San Andrés - Argentina

- Iglesia Presbiteriana Reformada del Pacto - Costa Rica.

- Iglesia Reformada de Esparza - Costa Rica.

- Iglesia Reformada de América Latina

- Iglesia Unida de Cristo en Colombia

- Iglesia Presbiteriana de Venezuela, asociada a la PCUSA. Existe otra independiente Iglesia Evangelica Presbiteriana El Redentor que no tiene relación.